# Setge de Girona de 1694
El setge de Girona de 1694 fou un dels episodis de la Guerra dels Nou Anys.

## Antecedents
La Guerra dels Nou Anys va ser una guerra lliurada a Europa i Amèrica del 1688 al 1697, entre França i la Lliga d'Augsburg com a resistència a l'expansionisme francès al llarg del Rin, i per salvaguardar els resultats de la Revolució Gloriosa d'una possible restauració de Jaume II d'Anglaterra auspiciada pels francesos. L'escenari de guerra a Nord-amèrica, representat per colons francesos i anglesos, va ser conegut a les colònies angleses com la Guerra del rei Guillem. La guerra va començar amb la invasió francesa del Palatinat el 1688.
'únic teatre d'operacions de la Guerra dels Nou Anys decisiu al continent europeu fou Catalunya. Les tropes espanyoles només podien oferir resistència, i els aliats eren incapaços de prestar suport suficient. Els combats van estar dominats per la guerra amfíbia, amb el bombardeig naval de diverses ciutats costaneres de la Corona d'Aragó, com Barcelona, Vinaròs, Peníscola i Alacant.
Les forces franceses eren de 12.000 homes el 1690 però van passar als 10.000 homes el 1691. El 1693, quan la resta de fronts estaven més tranquils, el front català va créixer en importància i les tropes franceses van poder incrementar els efectius fins als 26.000 homes, i Anne Jules de Noailles pot iniciar una ofensiva que pren Roses després d'un setge curt, i després de la victòria a la batalla de Verges arriba a les portes de Girona.

## El setge
Un cop la ciutat assetjada, l'artilleria francesa van començar a atacar el fort dels Caputxins i el fort del Conestable. El 28 de juny de 1694 els assetjadors aconseguiren obrir una esquerda a les muralles i l'endemà es va firmar la capitulació davant d'una resistència que es preveia inútil enfront de l'exèrcit del mariscal Carles de Guero. Amb aquesta victòria els francesos passaren a controlar el territori, i amb la caiguda d'Hostalric i, el 8 de setembre, també de Castellfollit de la Roca el front es mantindria estable fins a l'ofensiva de 1697.